# Harry Williams (réalisateur)
Pour les articles homonymes, voir Harry Williams et Williams.
Harry Williams est un réalisateur, acteur, compositeur et parolier américain, né le 23 août 1879 à Faribault (Minnesota) et mort le 15 mai 1922  à Oakland (Californie).

## Biographie
Harry Williams fait ses études à Faribault puis à l'Université du Minnesota et commence sa carrière comme auteur de chansons et comme acteur. Au cinéma, il écrit ou produit des comédies pour Keystone et Triangle.
Pour ses films, il met notamment en scène un chimpanzé au comportement humain nommé Snooky comme William Campbell.

## Filmographie

### Comme réalisateur
- 1915 : The Great Vacuum Robbery
- 1916 : His First False Step
- 1916 : Bucking Society
- 1917 : The Late Lamented
- 1917 : His Baby Doll
- 1917 : Their Domestic Deception
- 1917 : An Innocent Villain
- 1917 : His Bitter Fate
- 1917 : A Maiden's Trust
- 1917 : Secrets of a Beauty Parlor
- 1917 : Pinched in the Finish
- 1917 : Dodging His Doom
- 1917 : A Noble Fraud
- 1918 : His Hidden Shame
- 1920 : Her Dog-Gone Wedding
- 1920 : All Balled Up
- 1920 : Hired and Fired
- 1920 : Some Champs
- 1920 : Wild Wild Women
- 1921 : Snooky's Labor Lost
- 1921 : Snooky's Twin Troubles
- 1921 : Roaring Lions on Parade
- 1921 : The Baby
- 1922 : Snooky's Home Run
- 1922 : Birthday Guests and Jungle Pests